# 无钥匙进入

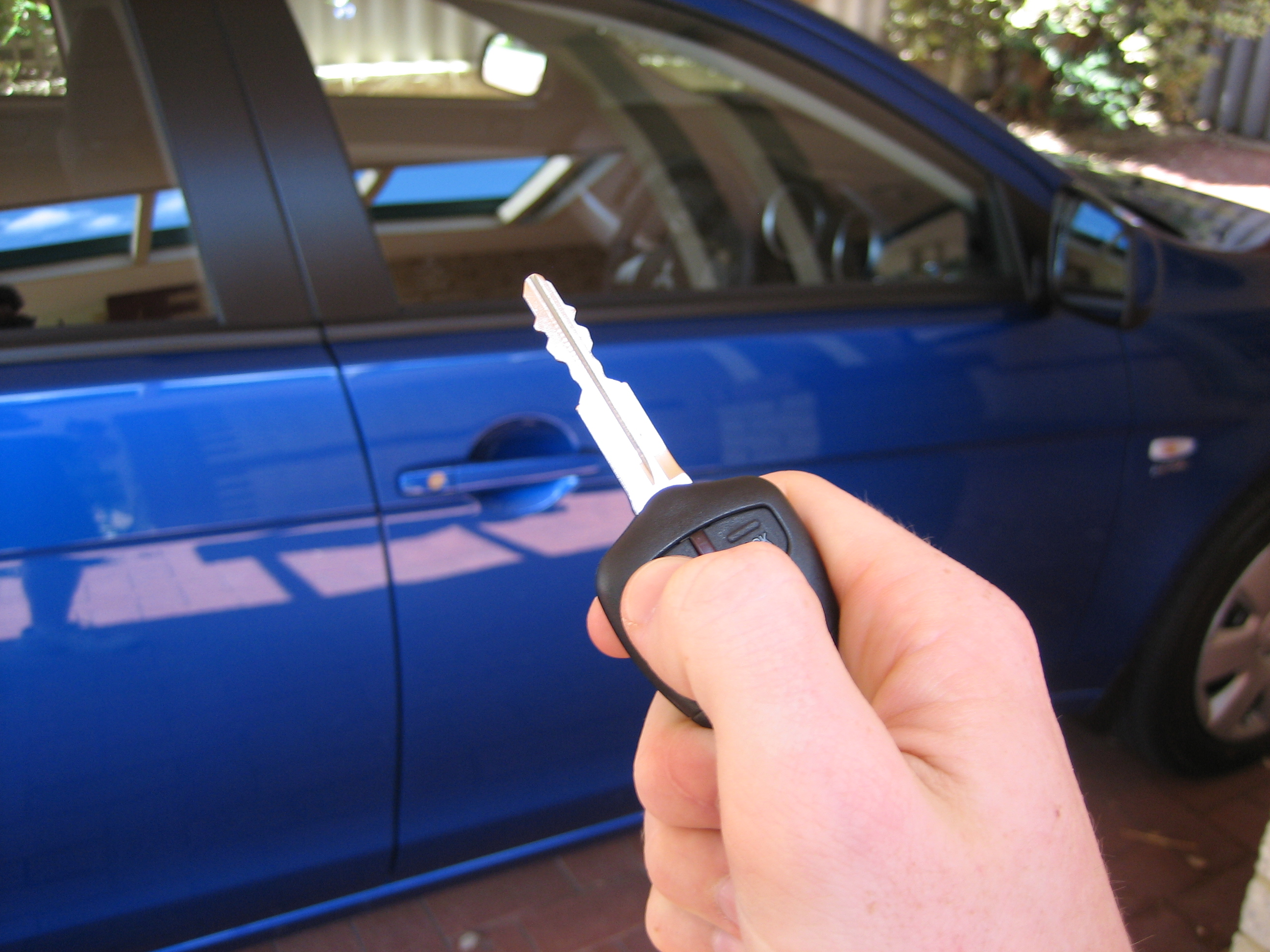
带有无钥匙进入功能的汽车钥匙，钥匙上的一个按钮可解锁车门，而另一个按钮可锁定汽车并启动警报系统

无钥匙进入是指使用电子遥控器来开启汽车或建筑物的门锁。汽车的遥控无钥匙系统（remote keyless system）包括解锁车门的遥控无钥匙进入（remote keyless entry，RKE）和启动发动机的遥控无钥匙点火（remote keyless ignition，RKI）。